# Ауд-Марссевен
Ауд-Марссевен (нід. Oud-Maarsseveen) — селище в нідерландській провінції Утрехт. Входить до муніципалітету Стіхтсе-Вехт.
Його площа становить 4,23 км², а населення станом на 2021 рік складало 675 осіб.

## Галерея

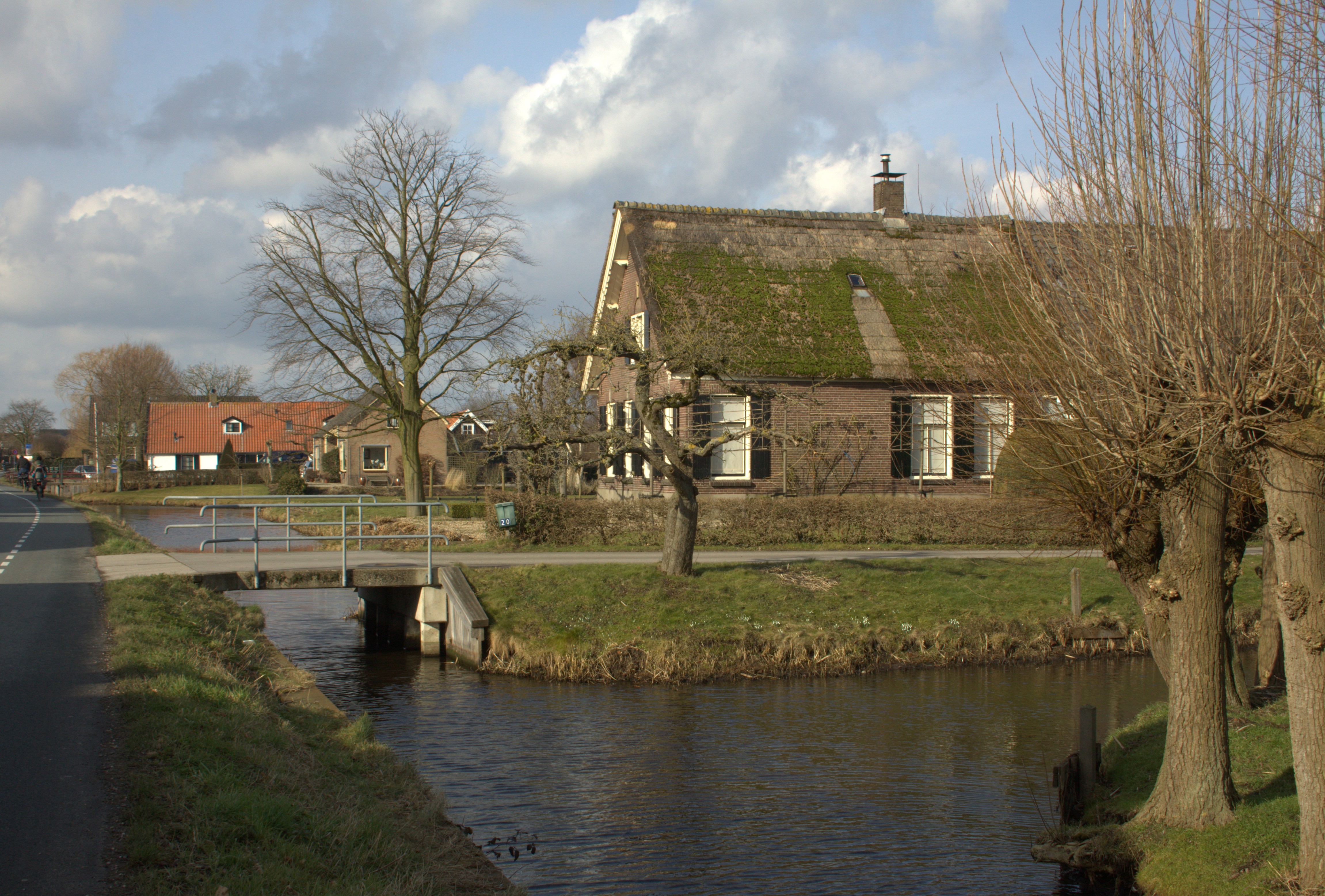
Ферма в Ауд-Марссевені
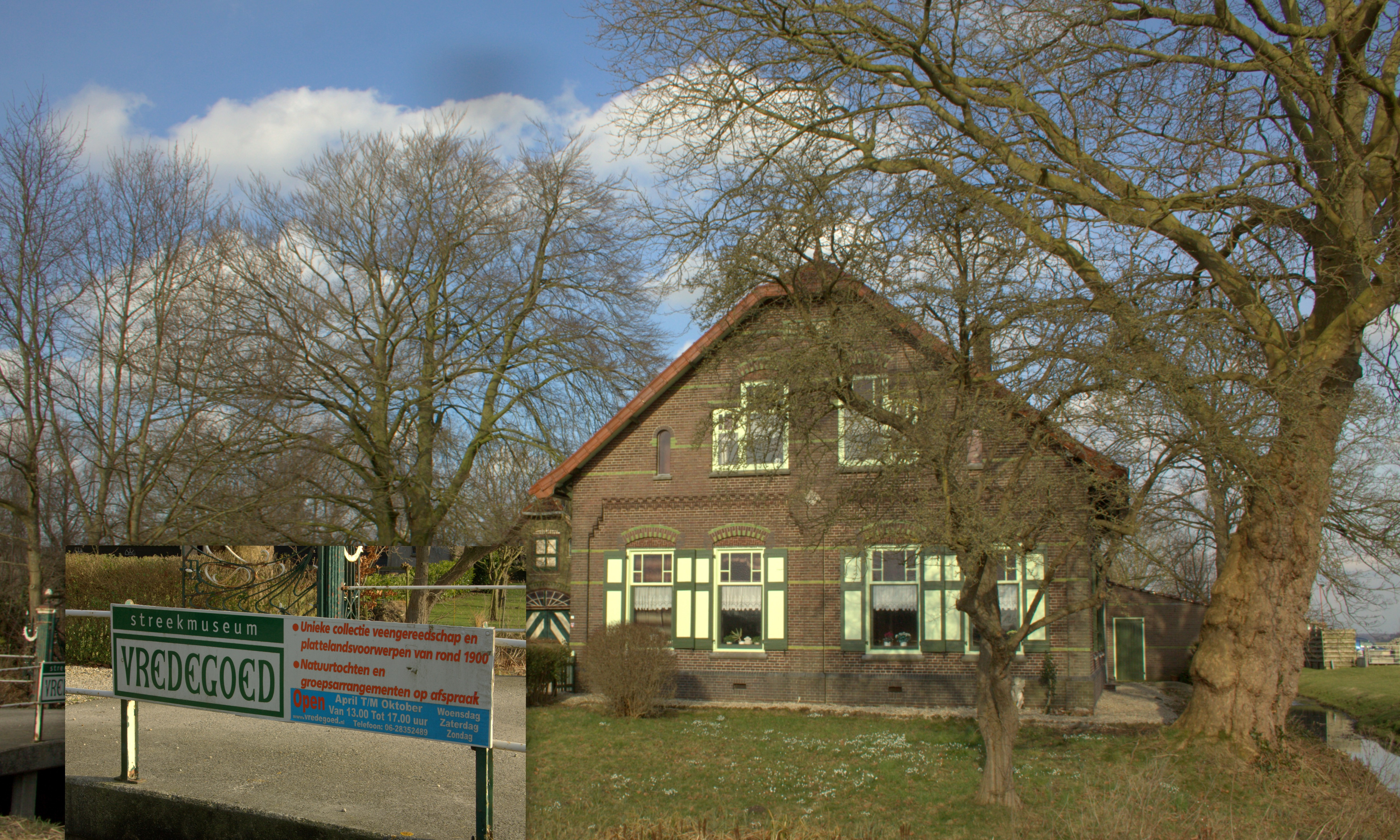
Ферма, перетворена на музей